# جهة وادي الذهب الكويرة
جهة وادي الذهب لكويرة كانت جهة رسمية مغربية إلى غاية سنة 2015 وكانت تتكون من إقليمي: أوسرد، ووادي الذهب. وتمتد على مساحة تبلغ 50880 كم2، وهو ما يمثل 7% من المساحة الاجمالية للمغرب. ويقدر عدد سكان الجهة بحوالي 73.067 حسب الإحصاء السكاني لسنة 2004 يعيش 79.5 % منهم داخل المجال الحضري. منذ سنة 2015 تم تحويلها لتصبح جهة الداخلة وادي الذهب

## التقسيم الإداري للجهة
- إقليم أوسرد
- إقليم وادي الذهب

## مؤهلات الجهة
تزخر جهة وادي الذهب لكويرة بعدة موارد طبيعية مهمة، تتجلى أساسا في: الثروات السمكية، شساعة المجال الرعوي والمؤهلات السياحية، مما يجعل النسيج الاقتصادي للجهة متنوعا نسبيا.

### الصيد البحري
ويعتبر قطاع الصيد البحري قاطرة التنمية بالجهة، بالنظر إلى توفر المنطقة على مؤهلات بحرية مهمة، حيث تمتد الجهة على شريط ساحلي بطول 667 كلم على المحيط الأطلسي، بالإضافة إلى خليج مساحته الإجمالية 400 كلم²، وتتوفر المنطقة البحرية الممتدة بين بوجدور ولكويرة على أكثر من 65 % من الثروة السمكية الوطنية القابلة للاستغلال، إلى جانب تنوع المخزون السمكي الذي يتشكل من عدة أصناف: الرخويات، الأسماك السطحية، الصدفيات والقشريات.
ويطغى الصيد التقليدي على نشاط القطاع والذي يرتكز بالأساس على صيد الرخويات.
كما يساهم نشاط الصيد البحري في خلق فرص وافرة للتشغيل وضمان الأمن الغذائي للسكان. وبموازاة ذلك، عرفت صناعة وتجميد السمك ازدهارا ملحوظا، وخصوصا نوع الأخطبوط الذي يتم تصديره إلى أسواق خارجية (اليابان وأوروبا).

### المجال الطبيعي والنشاط الرعوي
إن توفر الشريط الساحلي للجهة على مناخ معتدل نسبيا وأهمية الفرشات المائية الباطنية، دفع المصالح المسؤولة إلى رفع التحدي وبذل مجهودات جبارة لتنمية النشاط الزراعي، حيث تم تطوير فلاحة مكثفة عن طريق تهيئة البنيات الهيدروفلاحية، إذ أصبحت الجهة تتوفر على أربعة أحواض سقوية، وتتجلى أهم المنتوجات الزراعية في: الكلأ، الطماطم، الموز والبطيخ.
ويشكل قطاع تربية الماشية نشاطا تقليديا لساكنة الجهة، يغلب عليه طابع الكسب عن طريق الترحال عبر المجال الرعوي الشاسع بالجهة والذي يمتد على مساحة تقدر بحوالي12.900.000 هكتار، منها 300.000 هكتار عبارة عن غابات صحراوية متوفرة على سلسلة من النقط المائية. وتظل الإبل والأغنام والماعز أهم الفئات المفضلة لدى كسابي الجهة.

### السياحة
وتعتبر السياحة أحد القطاعات المهمة الذي تعقد عليه آمال النهوض باقتصاد الجهة، حيث أن جهة وادي الذهب – لكويرة تتوفر على إمكانيات سياحية هائلة والتي تتمثل أساسا في الشواطئ الشاسعة وسطوع الشمس على امتداد السنة والأماكن الطبيعية المتعددة.
كما أن المناطق الداخلية للجهة تحفز السائح على استكشافها حيث توجد مجموعة من الوديان والمنخفضات الخصبة الغنية بالنباتات الصحراوية المتنوعة، وعدة تلال رملية (سبيطة وتبارك الله...) وسلسلة من الجبال الصحراوية (جبال أدرار سطوف، لكلات...). كما أن تنوع الوسط الصحراوي يشكل ملجأ لأنواع كثيرة من الحيوانات الهجينة كالغزال والماعز البري، بالإضافة إلى مواقع الحفريات ببئر أنزران وأوسرد والتراث الثقافي للمنطقة (جاذبية الخيمة التقليدية،...).
كل هذه العوامل تخول للمنطقة أن تصبح من أهم أقطاب السياحة على المستوى الوطني والدولي، إلا أن تنمية هذا القطاع رهين بتهيئة المناطق السياحية وتطوير التجهيزات الفندقية.

## الطرق
يبلغ طول الشبكة الطرقية بالجهة 3.369 كلم, منها867 كلم مبنية ومعبدة، أي بنسبة 26 بالمائة و2.502 كلم على شكل مسالك قروية.
وتتوزع هذه الشبكة إلى 1.298 كلم كطرق وطنية و 26 كلم جهوية و 2.071 كلم من الطرق الإقليمية.

## المصدر ووصلات خارجية
أنظر تصريح الاقتباس من موقع أدرار على الإنترنت
- خبار بلادي.. المغرب.. وادي الذهب الكويرة
- المدوبية السامية للتخطيط نسخة محفوظة 10 يونيو 2019 على موقع واي باك مشين.
- معلومات مدققة عن التقسيم الإداري لجهة وادي الذهب لكويرة
- مدينة الداخلة